# Vườn quốc gia Tathra
Vườn quốc gia Tathra là một vườn quốc gia ở Tây Úc (Australia) nằm cách Perth 240 km (149 dặm) về phía bắc của Perth giữa các thị trấn Eneabba và Carnamah trên đường Winchester-Eneabba. Tên này có nguồn gốc từ một từ Noongar có nghĩa là "nơi đẹp đẽ".

## Mô tả
Vườn quốc gia này tọa lạc tại đất cát và được bao quanh bởi đất nông nghiệp, bằng cách nào đó có thể thoát khỏi cảnh tràn dầu của nông dân trồng lúa mì vào đầu thế kỷ 20. Các thung lũng nông với các tầng cát thay đổi thành laterit trên sườn dốc và đỉnh đồi, và sự thay đổi thành phần phù sa thấp. Công viên này được xem là một mẫu đại diện của hệ thực vật trong khu vực, mặc dù bao gồm một số loài thực vật bất thường - bao gồm một loài Daviesia nổi bật với những bông hoa màu đỏ to lớn của nó, được biết đến từ khu bảo tồn, và Shaggy Dryandra (Banksia splendida) Một số đồi mồi. Việc sử dụng công viên của công viên chủ yếu là để quan sát hoa dại vào mùa đông và mùa xuân theo một báo cáo năm 1974, mà đề xuất của nó (mà không theo sau) sẽ làm giảm nó xuống một khu bảo tồn động vật và thực vật.

## Lịch sử
Đất của vườn quốc gia đã bị Bộ Đất đai và Khảo sát điều tra theo dự trữ ↑ 26802 và ↑ 26805 vào ngày 23 tháng 5 năm 1969, và trong những năm 1970 và năm 1971, đất đai được xếp hạng là khu dự trữ hạng A, có nghĩa là mục đích của nó không thể Được thay đổi ngoại trừ Đạo luật của Quốc hội, và được giao cho Cơ quan Quyền lực Quốc gia Tây Úc. Vườn quốc gia này chính thức được đặt tên vào ngày 8 tháng 10 năm 1971.